# 몽클레어 주립 대학교
몽클레어 주립 대학(Montclair State University, MSU) 은 뉴저지주 몽클레어(Montclair) 에 있는 공립 연구 대학이다. 몽클레어 주립 대학은 뉴저지에서 두 번째로 큰 대학이다. 2018년 10월 현재 총 등록 학생 수는 21,115명(학부생은 16,988명, 대학원 학생은 4,127명)이다. 캠퍼스는 약 500 에이커(2.0 제곱 키로미터) 로 스토크스 주립 공원(Stokes State Forest)의 뉴저지 보존 학교(New Jersey School of Conservation)까지 포함된다. 대학은 300 개 이상의 전공, 부전공 등을 제공한다.

## 역사
주립보통학교(State Normal School)로서의 계획은 1903년에 시작되었고 뉴저지주로부터의 승인을 위해 1년이 필요했다. 그 후에 학교는 몽클레어 주립 보통학교(State Normal School at Montclair) 로서 대략 첫 계획으로부터 5년 뒤인 1908년에 설립되었다. 당시 주지사 존 프랭클린 포트(John Franklin Fort)는 1908년 설립식에 참여했으며 같은 해에 첫 교장으로 찰스 섬너 채핀(Charles Sumner Chapin)이 임명되었다. 가장 처음으로 건축된 건물은 컬리지 홀(College Hall)로 오늘날에도 여전히 볼 수 있다. 당시에는 캠퍼스가 대략 25 에이커(100,000 제곱미터)로 8명의 교원과 187명의 학생으로 구성되어 있었다. 첫 졸업한 45명의 학생들 중에는 1929년에 퓰리쳐상을 수상한 윌리엄 트랩(William O. Trapp)이 속해있었다. 5년 뒤 1915년에 첫 기숙사가 설립되어 러스 홀(Russ Hall)로 명명되었다.
1924년 해리 스프랙 박사(Dr. harry Sprague)가 첫 총장이 되었고 곧 학교는 스포츠관련 과외활동에 적극적이게 되었다. 그러나 1927년에 뉴저지 교사들에 관련한 연구가 나오면서 (10%의 고등학교 교사들만이 뉴저지에서 학위를 받았다는 내용) 학교는 몽클레어 주립 사범대(Montclair State Teachers College)로 전환되어 4년제 교육학 학사 프로그램을 미국 최초로 도입하게 된다. 1937년 학교는 중부 주 대학 및 학교 연합(Middle States Association of Colleges and Schools) 로부터 인가를 받은 첫 사범대가 된다.
1943년 제2차 세계대전 중 많은 학생들이 총장의 허가를 받아 미 해군에 자원입대 하였다. 이때 또한 학생과 교원들은 미군을 지원하기 위해 전쟁채권을 판매하기도 했다.
1953년 학교는 팬저 체육 및 위생 대학(Panzer College of Physical Education and Hygiene)과 합병하여 몽클레어 주립 컬리지(Montclair State College)이 되었다. 학교는 1966년 다목적의 폭넓은 기관이 되었다. 고등교육 이사회는 1994년 4월 27일 학교를 교육 대학교로 지정하고 같은해 학교는 몽클레어 주립 대학(Montclair State University)이 되었다. 학교는 1932년부터 인문석사(Master of Arts), 1981년부터 행정학석사(Master of Business Administration), 1985년부터 교육학석사(Master of Education), 1992년부터 이학석사(Master of Science), 미술학석사(Master of Fine Arts), 1999년부터 교육학박사(Doctor of Education) 과정을 운영하기 시작했다. 2008년이후 대학은 박사학위과정(PhD)을 운영하기 시작했는데 교사 교육과 교사 발달에서 시작하여 환경 관리, 상담사 교육, 가족학, 그리고 최근에 커뮤니케이션 사이언스와 질병(2014)까지 운영하게 되었다. 2018년 몽클레어 주립대학은 30명 이상의 박사학위 학생이 졸업하였다.
2004년 뉴저지 트랜짓은 몽클레어 주립 대학교 리틀폴 역(Montclair State University Station at Little Falls)을 개통해 뉴욕시와 대학을 직접 잇게 되었다. 역을 건설하는 데에 2600만불이 소요되었고 1,500여개의 주차공간도 포함되었다. 2015년 학교는 커뮤니케이션 미디어 대학 (School of Communication and Media)을 설립하고 두개의 건물(펠리치아노 행정대학과 환경 및 생명과학 센터)을 캠퍼스에 추가하였다. 페트리지 홀(Patridge hall)은 2016년에 완전히 리모델링되어 새로운 간호대학으로 탄생해 가을에 첫 학생들을 받게 되었다. 2017년에 최첨단의 커뮤니케이션 미디어 대학 건물이 문을 열고 2018년에는 계산 및 정보과학 센터(Center for Computing and Information Science)가 기존 말로리 홀(Mallory Hall)을 리노베이션 및 확장하여 문을 열었다. 2016년에는 대학의 카네기 분류(Carnegie classification)가 석사학위 수여대학에서 박사학위 수여 연구대학으로 바뀌게 되었고 2019년에는 높은 연구활동의 박사학위 수여 연구대학(R2)으로 분류되게 되었다.

## 주목할 만한 동문
- 브루스 윌리스 (Bruce Willis) - 영화배우, 다이하드, 식스 센스 등에 출연
- 다니아 라미레즈 (Dania Ramirez) - 영화배우, 엑스맨, 히어로즈 등 출연
- 멜바 무어 (Melba Moore) - 가수, 영화배우
- 앨런 긴즈버그 (Allen Ginsberg) - 시인, 작가
- 요기 베라 (Yogi Berra) - 야구 선수, 뉴욕 양키스, 명예의 전당에 헌액
- 샘 밀스 (Sam Mills) - 미식축구 선수, 명예의 전당에 헌액
- AJ 쿠바니 (A. J. Khubani) - CEO, 마케팅 회사 텔레브렌드 창업자
- 마지 루키마 (Marge Roukima) - 교사, 하원의원, 공화당
- 스캇 가렛 (Scott Garrett) - 하원의원, 공화당
- 샤프 제임스 (Sharpe James) - 뉴어크 시장, 민주당
- 유태양 (말왕) - 유튜버

## 참고 문헌
1. ↑  “Total Enrollment”. 《montclair.edu》. Retrieved 2018-6-6